# Vester Såby
Vester Såby – miasto w Danii, w regionie Zelandia, w gminie Lejre.